# Circles (Post Malone-dal)
A Circles Post Malone amerikai rapper és énekes dala. 2019. augusztus 30-án jelent meg a Republic Records kiadón keresztül, a harmadik kislemezként Malone harmadik stúdióalbumáról, a Hollywood’s Bleedingről. Első lett a Billboard Hot 100-on 2019. november 30-án és három hétig maradt a lista élén. Malone negyedik listavezető dala lett és az első, ami közreműködők nélkül érte el a csúcsot. Első lett ezek mellett Izlandon, Malajziában és Új-Zélandon, illetve elérte az első tíz helyek egyikét 20 országban. Az Egyesült Államokban az év legtöbbet játszott dala volt a kortárs rádiókon. Kilencszeres platina minősítést kapott Kanadában, tízszereset Ausztráliában, ötszörös platinát az Egyesült Államokban és legalább arany minősítést még tizenegy országban. Jelölték az Év felvétele és az Év dala díjakra a 2021-es Grammy-gálán.

## Népszerűsítés
Post Malone New Yorkban adta először elő a dalt, a Bud Light Dive Bar Tour turné egyik állomásán, augusztus 5-én, ahol bejelentette, hogy a következő héten meg fog jelenni a dal. Ugyanezen a napon megosztotta a dal egy részletét YouTube-on. 2019 augusztusában előadta a Tonight Show Starring Jimmy Fallon műsorán.

## Fogadtatás
A dalt méltatták a zenekritikusok. A Billboard azt írta róla, hogy ugyan „hangzása eléggé funky, a jelentése sokkal komorabb, egy elhidegült kapcsolatról ír.”
R Dub azt mondta a Billboardnak, hogy „Szerintem a Circles ereje az abban van, hogy összehozza a függést okozó, szórakoztató és érzelmes érzéseket, de egyben rendelkezik egy unhatatlan refrénnel és szöveggel. Ki ne tudna viszonyulni ahhoz, hogy körbe-körbe járunk az életünkben? Fiatal, öreg, gazdag, szegény, fekete, fehér... mind átesünk rajta.”
A dal zenei alapját hasonlították a Tame Impalához, olyannyira, hogy a dal megjelenése előtt azt hitték, hogy Kevin Parker volt a dal egyik szerzője.

## Per
Malone beperelte Tyler Armes dalszerzőt, amiért az hamisan azt mondta, hogy a dal egyik szerzője lenne. Azt mondta, hogy ugyan Armes ott volt a dal felvételének napján a stúdióban, semmilyen formában nem járult hozzá a szám elkészüléséhez. A per szerint Malone augusztus 8. után tovább dolgozott a dalon Walsh-sal, Güneşberkkel és Bellel, ahol Armes egyszer se jelent meg.

## Videóklip
A dal videóklipjét, ami 2019. szeptember 3-án jelent meg, Colin Tilley rendezte. Post egy lovagként látható a klipben, ahogy egy háborús területen sétál. 2022 októberéig a videónak 516 millió megtekintése van.

## Közreműködők
| Zenészek - Post Malone – vokál, programozás, gitár - Frank Dukes – programozás - Louis Bell – programozás - Kaan Güneşberk – gitár Produceri munka - Frank Dukes – producer, dalszerző - Louis Bell – producer, vokál producer, dalszerző - Post Malone – producer, dalszerző - Billy Walsh – dalszerző - Kaan Güneşberk – dalszerző | Utómunka - Louis Bell – felvételek - Manny Marroquin – keverés - Chris Galland – keverési asszisztens - Robin Florent – keverési asszisztens - Scott Desmarais – keverési asszisztens - Jeremie Inhaber – keverési asszisztens - Mike Bozzi – maszterelés |

## Slágerlisták
| Slágerlista (2019–2020)               | Legmagasabb pozíció |
| ------------------------------------- | ------------------- |
| Argentina (Argentina Hot 100)         | 84                  |
| Ausztrália (ARIA)                     | 2                   |
| Ausztria (Ö3 Austria Top 40)          | 9                   |
| Belgium (Ultratop 50 Flanders)        | 5                   |
| Belgium (Ultratop 50 Wallonia)        | 15                  |
| Brazília (Top 100 Brasil)             | 48                  |
| Chile (Monitor Latino)                | 17                  |
| Csehország (Rádio Top 100)            | 7                   |
| Csehország (Singles Digitál Top 100)  | 3                   |
| Dánia (Tracklisten Top 40)            | 3                   |
| Dél-Korea (Gaon)                      | 138                 |
| Dominikai Köztársaság (SODINPRO)      | 46                  |
| Egyesült Királyság (UK Singles Chart) | 3                   |
| Finnország (Singlet Top 20)           | 5                   |
| Franciaország (Single Top 100)        | 77                  |
| Global 200 (Billboard)                | 49                  |
| Hollandia (Top 40)                    | 3                   |
| Hollandia (Single Top 100)            | 4                   |
| Horvátország (HRT)                    | 10                  |
| Írország (IRMA)                       | 2                   |
| Izland (Tonlist)                      | 1                   |
| Izrael (Media Forest)                 | 13                  |
| Japán (Billboard Japan Hot 100)       | 81                  |
| Kanada (Canadian Hot 100)             | 2                   |
| Kanada AC (Billboard)                 | 1                   |
| Kanada CHR/Top 40 (Billboard)         | 1                   |
| Kanada Hot AC (Billboard)             | 1                   |
| Kolumbia (National-Report)            | 57                  |
| Lengyelország (Polish Airplay Top 20) | 8                   |
| Lettország (LAIPA)                    | 2                   |
| Libanon (OLT20)                       | 15                  |
| Litvánia (AGATA)                      | 3                   |
| Magyarország (Rádiós Top 40)          | 7                   |
| Magyarország (Single Top 40)          | 11                  |
| Magyarország (Stream Top 40)          | 4                   |
| Malajzia (RIM)                        | 1                   |
| Mexikó Airplay (Billboard)            | 1                   |
| Németország (Media Control Charts)    | 17                  |
| Norvégia (VG-lista)                   | 2                   |
| Olaszország (FIMI)                    | 20                  |
| Oroszország (TopHit Airplay)          | 9                   |
| Paraguay (SGP)                        | 38                  |
| Portugália (AFP Top 100 Singles)      | 11                  |
| Puerto Rico (Monitor Latino)          | 11                  |
| Románia (Airplay 100)                 | 10                  |
| Skócia (Scottish Singles Top 40)      | 7                   |
| Spanyolország (PROMUSICAE)            | 61                  |
| Svájc (Schweizer Hitparade)           | 10                  |
| Svédország (Sverigetopplistan)        | 7                   |
| Szingapúr (RIAS)                      | 2                   |
| Szlovákia (Rádio Top 100)             | 3                   |
| Szlovákia (Singles Digitál Top 100)   | 2                   |
| Szlovénia (SloTop50)                  | 4                   |
| Ukrajna (TopHit Airplay)              | 92                  |
| US Billboard Hot 100                  | 1                   |
| US Adult Contemporary (Billboard)     | 1                   |
| US Adult Top 40 (Billboard)           | 1                   |
| US Hot Dance Club Songs (Billboard)   | 31                  |
| US Dance/Mix Show Airplay (Billboard) | 2                   |
| US Mainstream Top 40 (Billboard)      | 1                   |
| US Rhythmic (Billboard)               | 10                  |
| US Rock Airplay (Billboard)           | 22                  |
| US Rolling Stone Top 100              | 1                   |
| Új-Zéland (Recorded Music NZ)         | 1                   |

| Slágerlista (2019)                   | Pozíció |
| ------------------------------------ | ------- |
| Ausztrália (ARIA)                    | 20      |
| Ausztria (Ö3 Austria Top 40)         | 34      |
| Belgium (Ultratop Flanders)          | 68      |
| Dánia (Tracklisten)                  | 35      |
| Egyesült Királyság (OCC)             | 66      |
| Hollandia (Dutch Top 40)             | 22      |
| Hollandia (Single Top 100)           | 32      |
| Írország (IRMA)                      | 29      |
| Izland (Plötutíðindi)                | 15      |
| Kanada (Canadian Hot 100)            | 49      |
| Lengyelország (ZPAV)                 | 71      |
| Lettország (LAIPA)                   | 27      |
| Németország (Official German Charts) | 86      |
| Paraguay (SGP)                       | 38      |
| Portugália (AFP)                     | 82      |
| Svájc (Schweizer Hitparade)          | 72      |
| Svédország (Sverigetopplistan)       | 71      |
| US Billboard Hot 100                 | 62      |
| US Mainstream Top 40 (Billboard)     | 33      |
| US Rolling Stone Top 100             | 22      |
| Új-Zéland (Recorded Music NZ)        | 37      |

| Slágerlista (2020)                    | Pozíció |
| ------------------------------------- | ------- |
| Argentína (Monitor Latino Airplay)    | 40      |
| Ausztrália (ARIA)                     | 7       |
| Ausztria (Ö3 Austria Top 40)          | 49      |
| Belgium (Ultratop Flanders)           | 31      |
| Dánia (Tracklisten)                   | 40      |
| Egyesült Királyság (OCC)              | 50      |
| Hollandia (Dutch Top 40)              | 82      |
| Hollandia (Single Top 100)            | 56      |
| Írország (IRMA)                       | 28      |
| Kanada (Canadian Hot 100)             | 5       |
| Magyarország (Rádiós Top 40)          | 67      |
| Magyarország (Single Top 40)          | 77      |
| Magyarország (Stream Top 40)          | 44      |
| Németország (Official German Charts)  | 97      |
| Románia (Airplay 100)                 | 80      |
| Svájc (Schweizer Hitparade)           | 53      |
| Svédország (Sverigetopplistan)        | 85      |
| US Billboard Hot 100                  | 2       |
| US Adult Contemporary (Billboard)     | 3       |
| US Adult Top 40 (Billboard)           | 1       |
| US Dance/Mix Show Airplay (Billboard) | 9       |
| US Mainstream Top 40 (Billboard)      | 3       |
| Új-Zéland (Recorded Music NZ)         | 20      |

| Slágerlista (2021)                | Pozíció |
| --------------------------------- | ------- |
| Ausztrália (ARIA)                 | 66      |
| Global 200 (Billboard)            | 61      |
| Portugália (AFP)                  | 114     |
| US Adult Contemporary (Billboard) | 14      |

| Slágerlista          | Pozíció |
| -------------------- | ------- |
| US Billboard Hot 100 | 19      |

## Minősítések
| Régió                        | Minősítés        | Példányszám |
| ---------------------------- | ---------------- | ----------- |
| Ausztrália (ARIA)            | 10× Platinalemez | 700 000     |
| Ausztria (IFPI Austria)      | Platinalemez     | 30 000      |
| Belgium (BEA)                | Platinalemez     | 40 000      |
| Brazília (Pro-Música Brasil) | 3× Platinalemez  | 120 000     |
| Dánia (IFPI Danmark)         | 2× Platinalemez  | 180 000     |
| Egyesült Államok (RIAA)      | 4× Platinalemez  | 4 000 000   |
| Egyesült Királyság (BPI)     | 2× Platinalemez  | 1 200 000   |
| Franciaország (SNEP)         | Platinalemez     | 200 000     |
| Kanada (Music Canada)        | 9× Platinalemez  | 720 000     |
| Lengyelország (ZPAV)         | 3× Platinalemez  | 150 000     |
| Németország (BVMI)           | Aranylemez       | 200 000     |
| Olaszország (FIMI)           | 2× Platinalemez  | 140 000     |
| Portugália (AFP)             | 4× Platinalemez  | 40 000      |
| Spanyolország (PROMUSICAE)   | Aranylemez       | 20 000      |
| Új-Zéland (RMNZ)             | 3× Platinalemez  | 90 000      |

## Kiadások
| Régió            | Dátum                | Formátum                     | Kiadó    | For.                    |
| ---------------- | -------------------- | ---------------------------- | -------- | ----------------------- |
| Világszerte      | 2019. augusztus 30.  | digitális letöltés streaming | Republic | [ 4 ]                   |
| Egyesült Államok | 2019. szeptember 3.  | kortárs slágerrádió          | Republic | [ 137 ]                 |
| Egyesült Államok | 2019. szeptember 16. | felnőtt kortárs rádió        | Republic | [ 138 ]                 |
| Világszerte      | 2019. november 7.    | 7" kislemez CD kazetta       | Republic | [ 139 ] [ 140 ] [ 141 ] |